# Awidiusz Kasjusz
Gaius Avidius Cassius (zm. 175) – rzymski dowódca, uzurpator na Wschodzie w 175. Syn Heliodora Kasjusza, pochodził z Syrii. 
W 164 namiestnik Syrii, był dowódcą w wojnie z Partami. Pokonał ich nad Eufratem, a następnie ścigał wojska wroga pod Seleucję i Ktezyfon, które zdobył i zniszczył w 165. Po zakończonej wojnie otrzymał od Werusa namiestnictwo nad całym Wschodem.
W 175 ogłosił się cesarzem. Stało się to po otrzymaniu fałszywej wieści o śmierci cesarza Marka Aureliusza. Senat ogłosił Awidiusza wrogiem państwa, zaś Marek Aureliusz wyruszył z wyprawą zbrojną przeciw niemu. Zanim wojska Marka dotarły na wschód, żołnierze Awidiusza po trzech miesiącach jego panowania podnieśli bunt i zamordowali go, zaś jego głowę przesłali Markowi Aureliuszowi.